# Drumkilly
Drumkilly est un townland et une communauté rurale dans le comté de Cavan, en Irlande.

## Géographie
Le centre de la communauté se trouve dans le townland de Drumkilly, à 4 km  au nord  de Kilnaleck et 6,5 km au sud - est de Ballinagh.
Drumkilly, situé dans la paroisse civile de Crosserlough, possède une église de 1846, St. Joseph, et une école de 1975, St. Joseph's NS, situées l'une à côté de l'autre dans le village.
Drumkilly est desservi par la route régionale R154.
La communauté englobe environ 48 townlands dont la majorité se trouvent dans la baronnie de Clanmahon. Elle s'étend des townlands de Drumheel à Ardleny et d'Ardkill à Kill.

## Histoire
Le rôle pour la dîme de 1823-1837 liste 13 noms de redevables concernant le townland de Drumkilly.

## Sports
Drumkilly avait une équipe de football gaélique dans le passé. Depuis les années 1950, les footballeurs de la région jouent avec Crosserlough GFC. 
Une tentative de reconstitution de l’équipe de Drumkilly a été menée en 1987, mais la motion a été rejetée de peu par un vote du conseil du comté de Cavan.[citation nécessaire]